# М'яч
М'яч (заст. опу́ка, діал. бальон) — предмет сферичної чи іншої опуклої форми, який здебільшого використовується у спортивних іграх.

## Етимологія
Українське «м'яч» походить від прасл. *męčь («щось зім'яте, зіжмакане»), утвореного від дієслова *męti — «м'яти». У більшості слов'янських мов щодо м'яча вживають зовсім інші слова: пол. piłka, болг. топка, серб. lopta/лопта, словен. žoga. Похідні від *męč використовують, окрім української, у чеській (míč), російській (мяч) і білоруській (мяч). 
Синонім «опука» — похідне утворення від «опукати» («ставати опуклим», «надуватися»).
Західноукраїнське діал. «бальон» походить, очевидно, від фр. ballon («повітряна куля», «м'яч»).

## Історія
У різних країнах для виготовлення м'ячів використовували різні матеріали: м'ячі шили зі шкір тварин, плели з очерету, скручували з ганчірок, вирізали з дерева. Перший м'яч для спортивних ігор був винайдений ще в 17 столітті й зроблений по простому: звичайне ганчір'я було покрите бичачою шкірою. У середині XIX століття Чарльз Гудьєр розробив перший м'яч, виготовлений з вулканізованої гуми. Річард Ліндон, у 1862 році, створив першу надувну гумову камеру для м'яча. Пізніше Ліндон розробив до камери насос, і на виставці в Лондоні його винахід здобув золоту медаль.

## Різні м'ячі

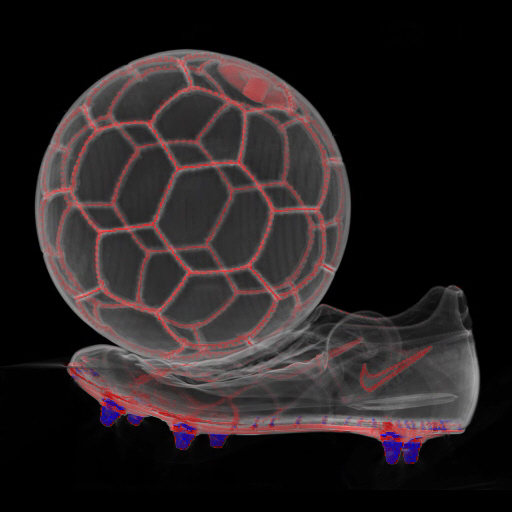
Томографічне зображення футбольного м'яча (Video) [Архівовано 22 жовтня 2007 у Wayback Machine.]
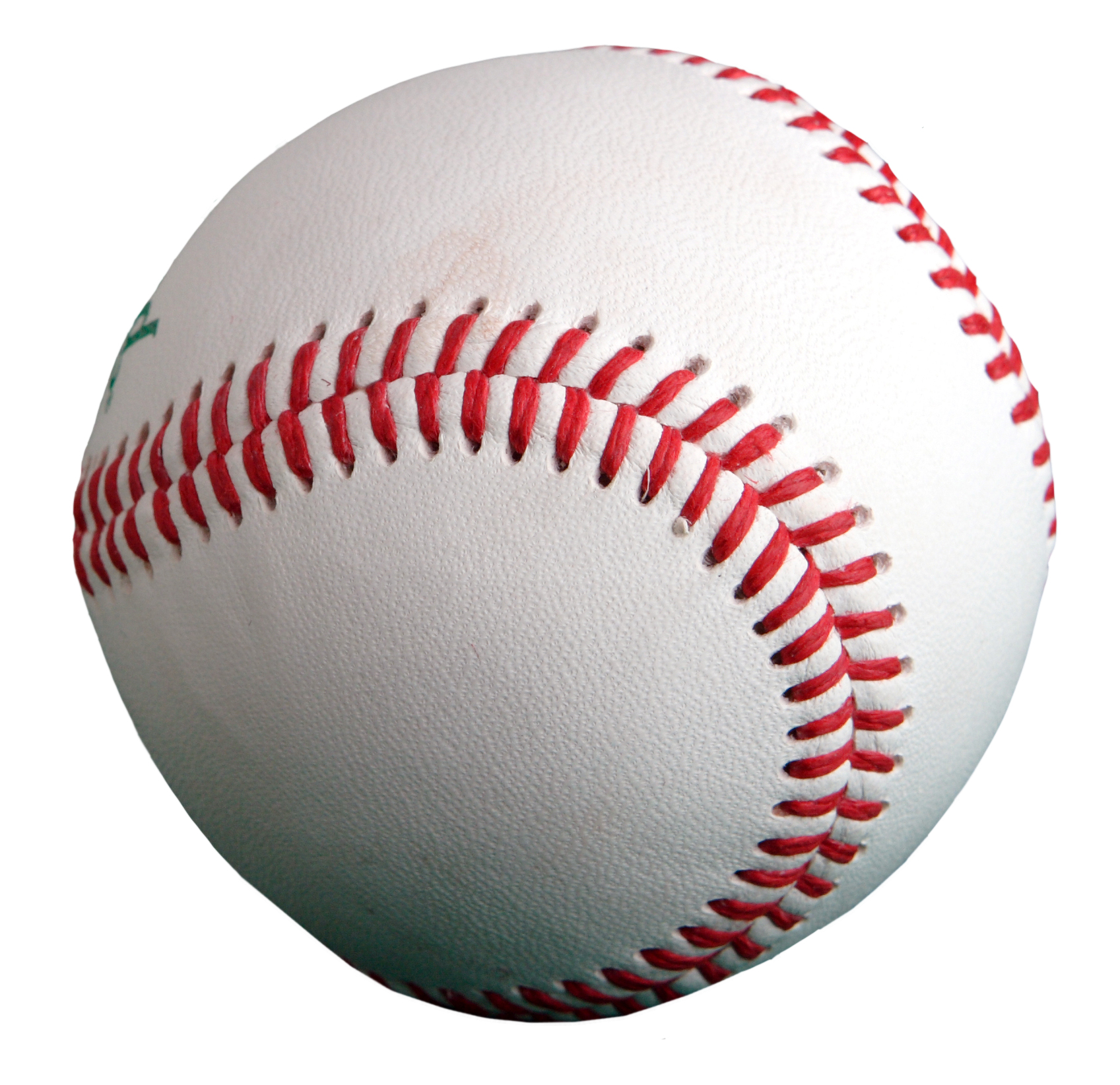
Бейсбольний
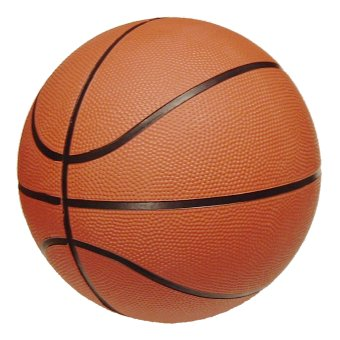
Баскетбольний
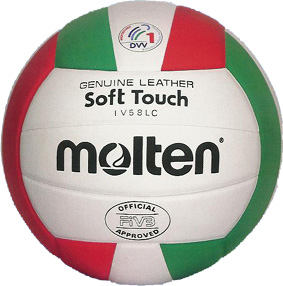
Волейбольний
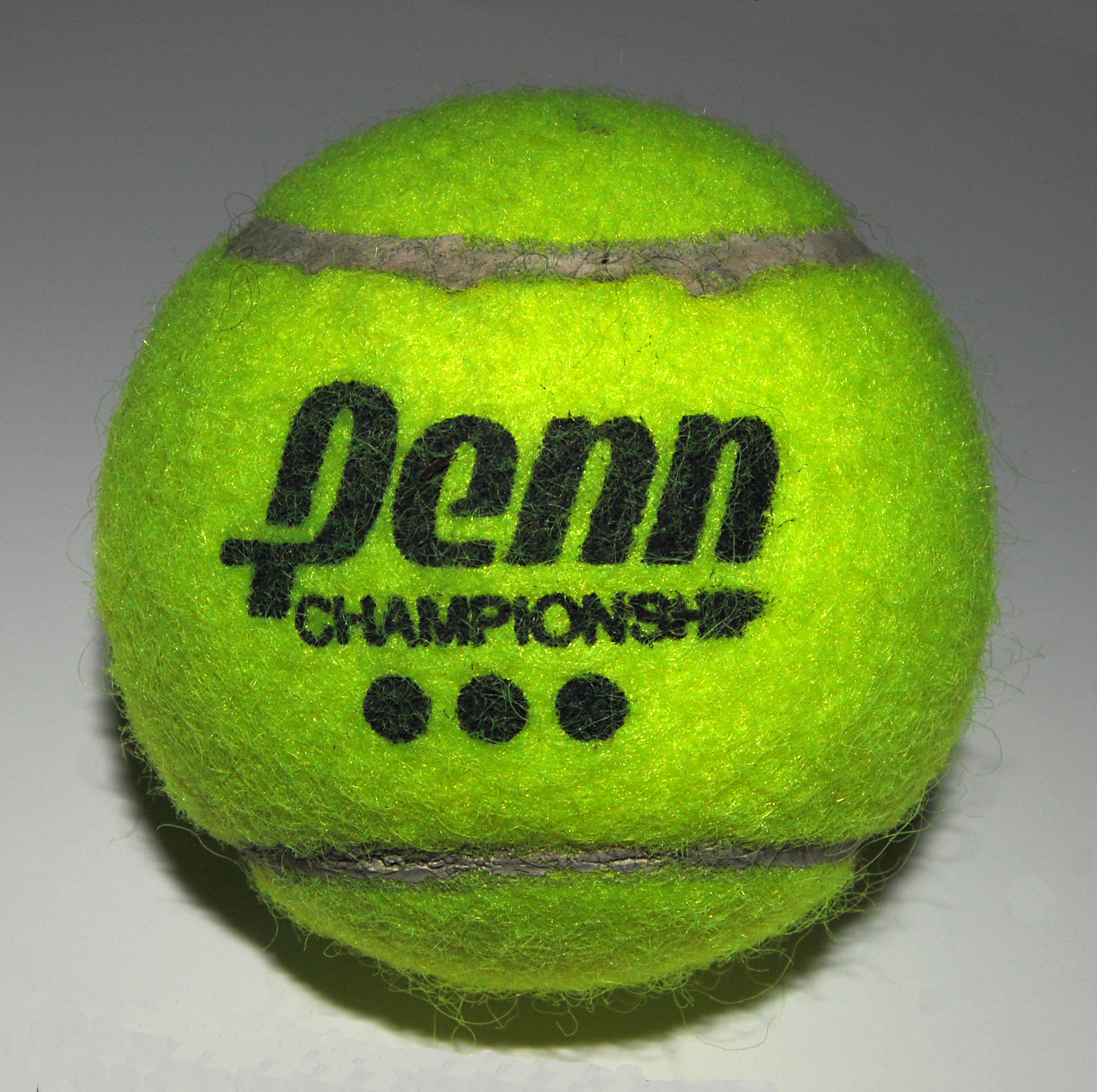
Тенісний
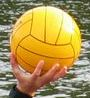
М'яч для водного поло
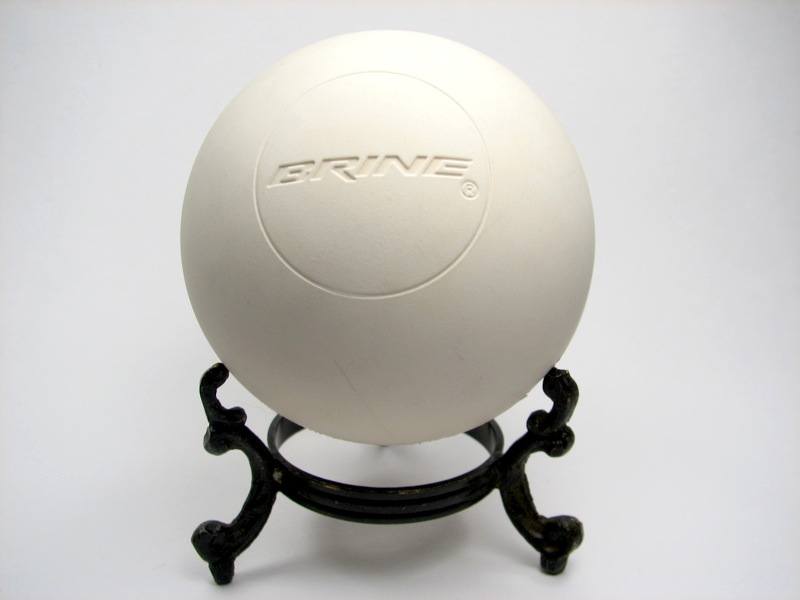
Для лакросe
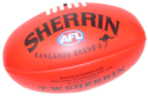
Для австралійського футболу
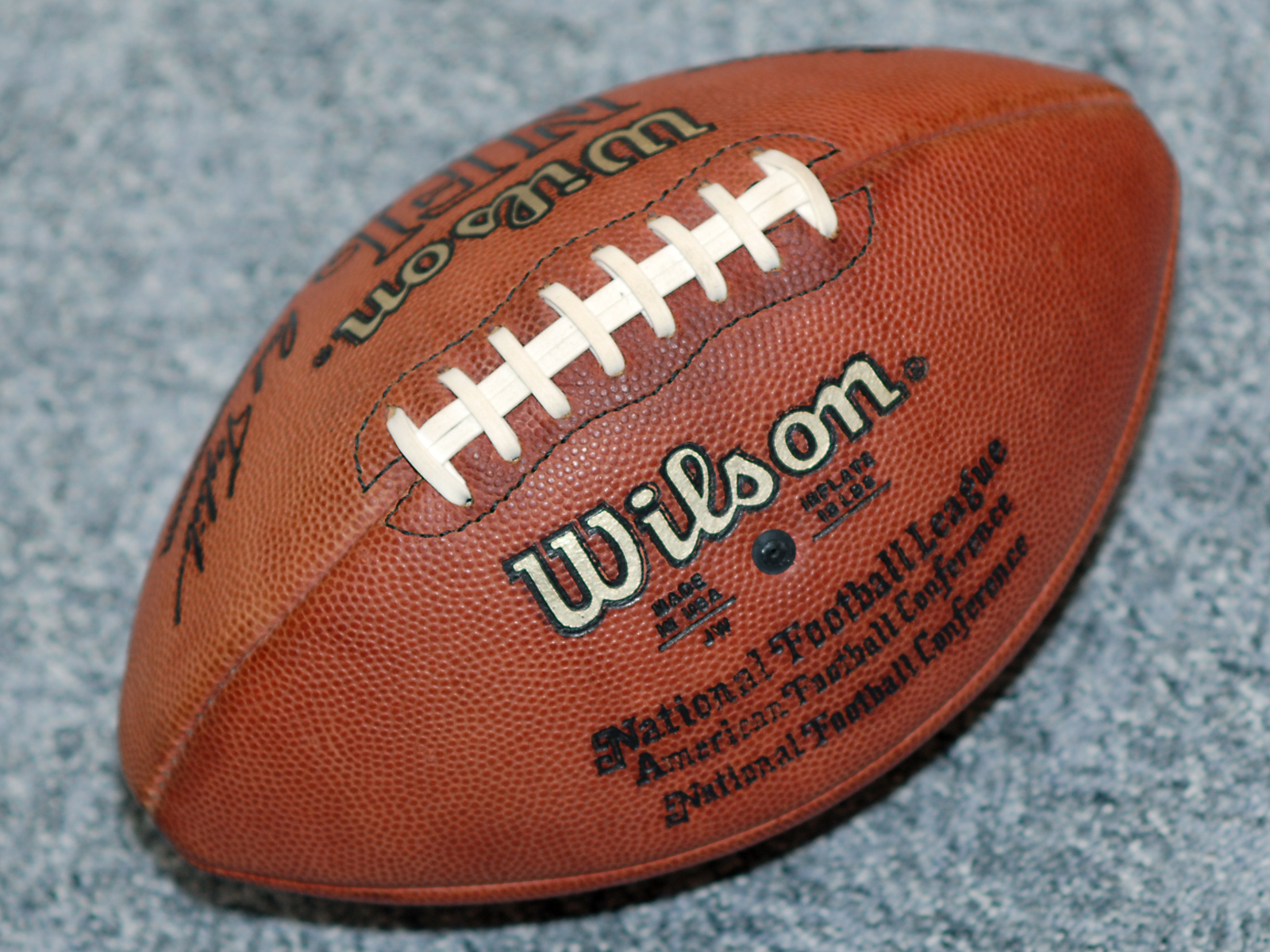
Для американського футболу
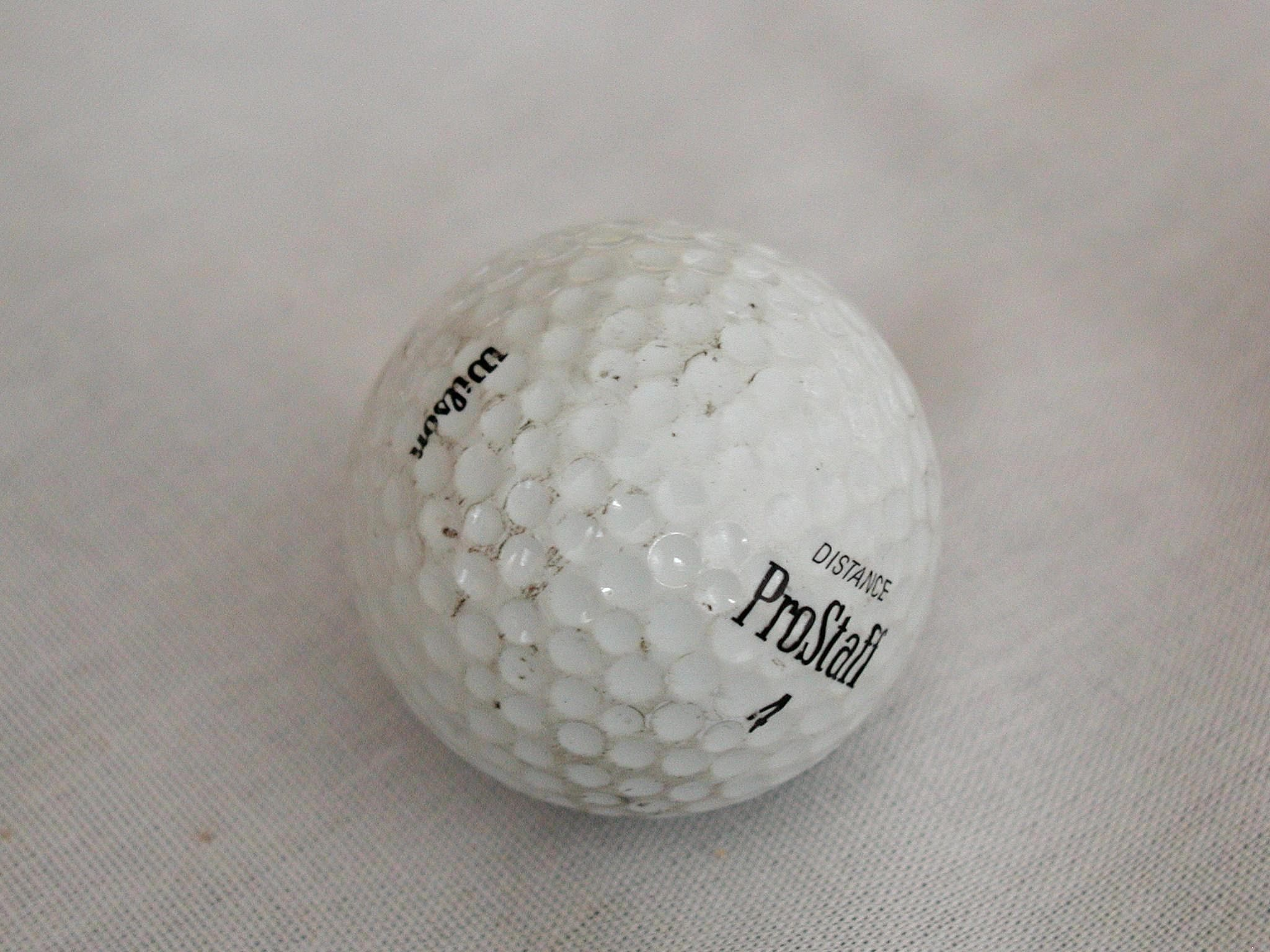
М'яч для гольфу
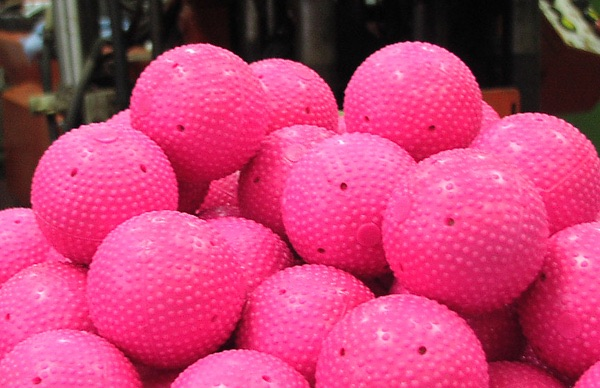
М'яч для бенді
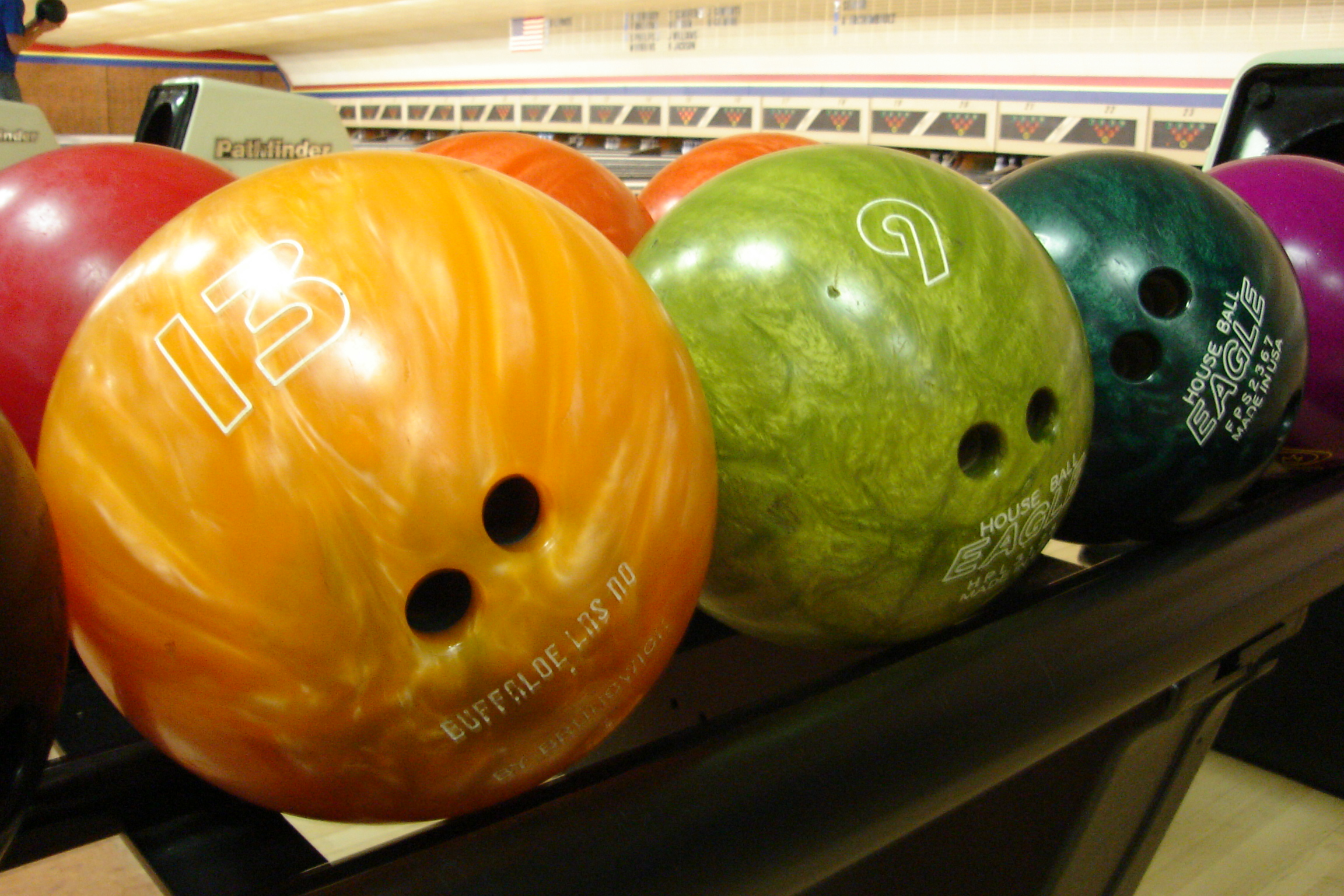
Кулі для боулінгу
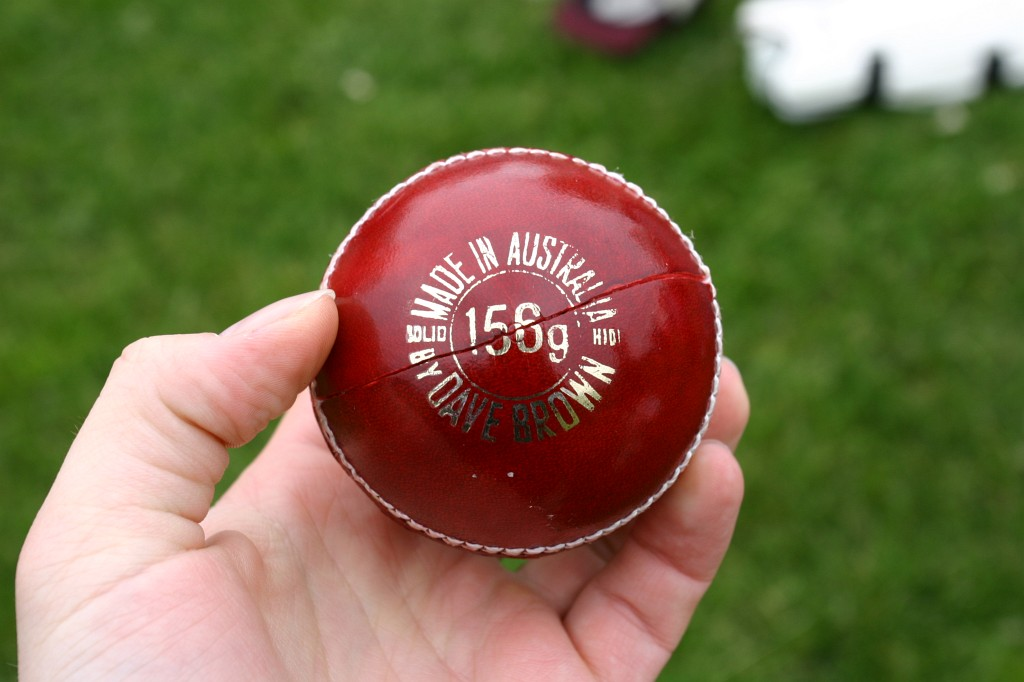
Для крикету
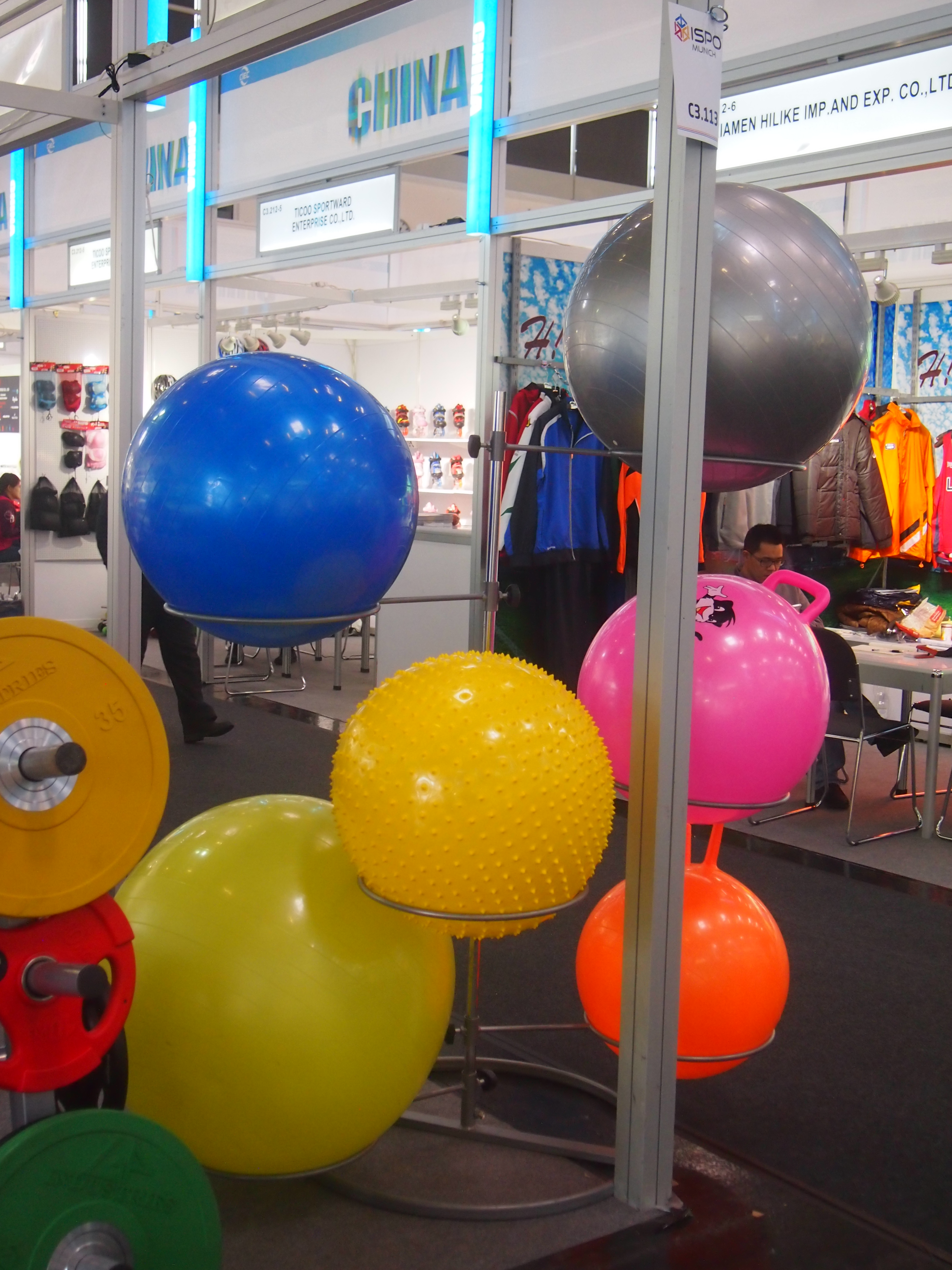
Різні види та розміри гімнастичних м'ячів на ярмарку.